# Coffinit
Coffinit ist ein relativ selten vorkommendes Mineral aus der Mineralklasse der „Silikate und Germanate“ mit der idealisierten chemischen Zusammensetzung U(SiO4)·nH2O und damit chemisch gesehen ein wasserhaltiges Uran-Silikat. Strukturell gehört Coffinit zu den Inselsilikaten
Coffinit kristallisiert im tetragonalen Kristallsystem und entwickelt nur selten kleine Kristalle von mehr als 20 μm. Meist findet er sich in Form kolloider und traubige Krusten oder radialstrahliger, faseriger, massiger oder pulviger Mineral-Aggregate. Das Mineral ist im Allgemeinen undurchsichtig und nur an sehr dünnen Kanten durchscheinend. Die Oberflächen der durch organische Einschlüsse meist schwarzen, im Dünnschliff auch blassbraun bis dunkelbraun erscheinenden Kristalle zeigen bei frischen Proben einen fast diamantähnlichen Glanz. Verwitterte Exemplare oder Krusten und Aggregatformen sind dagegen erdig matt.

## Etymologie und Geschichte
Erstmals entdeckt wurde Coffinit in der Grube „La Sal No. 2“ am Berg Beaver Mesa im Mesa County des US-Bundesstaates Colorado. Die Analyse und Erstbeschreibung erfolgte 1955 durch L. R. Stieff, T. W. Stern und A. M. Sherwood, die das Mineral nach dem amerikanischen Geologen Reuben Clare Coffin (1886–1972) benannten, um seine Pionierarbeit zur Erforschung der Uranlagerstätten des Colorado-Plateaus zu ehren.

## Klassifikation
In der veralteten 8. Auflage der Mineralsystematik nach Strunz gehörte der Coffinit zur Mineralklasse der „Silikate“ und dort zur Abteilung „Inselsilikate (Nesosilikate)“, wo er gemeinsam mit Thorit, Thorogummit und Zirkon in der „Zirkon-Reihe“ mit der Systemnummer VIII/A.07 steht.
In der zuletzt 2018 überarbeiteten Lapis-Systematik nach Stefan Weiß, die formal auf der alten Systematik von Karl Hugo Strunz in der 8. Auflage basiert, erhielt das Mineral die System- und Mineralnummer VIII/A.09-040. Dies entspricht der Abteilung „Inselsilikate mit [SiO4]-Gruppen“, wo Coffinit zusammen mit Atelisit-(Y), Hafnon, Reidit, Stetindit-(Ce), Thorit, Thorogummit und Zirkon die „Zirkongruppe“ mit der Systemnummer VIII/A.09 bildet.
Die von der International Mineralogical Association (IMA) zuletzt 2009 aktualisierte 9. Auflage der Strunz’schen Mineralsystematik ordnet den Coffinit in die erweiterte Klasse der „Silikate und Germanate“, dort aber ebenfalls in die Abteilung „Inselsilikate (Nesosilikate)“ ein. Diese ist allerdings weiter unterteilt nach der möglichen Anwesenheit zusätzlicher Anionen und der Koordination der beteiligten Kationen. Das Mineral ist hier entsprechend seiner Zusammensetzung und seinem Aufbau in der Unterabteilung „Inselsilikate ohne zusätzliche Anionen; Kationen in oktaedrischer [6]er- und gewöhnlich größerer Koordination“ zu finden, wo es zusammen mit Hafnon, Stetindit, Thorit, Thorogummit und Zirkon die „Zirkongruppe“ mit der Systemnummer 9.AD.30 bildet.
In der vorwiegend im englischen Sprachraum gebräuchlichen Systematik der Minerale nach Dana hat Coffinit die System- und Mineralnummer 51.05.02.04. Auch dies entspricht der Klasse der „Silikate“ und dort der Abteilung „Inselsilikatminerale“. Hier findet er sich innerhalb der Unterabteilung „Inselsilikate: SiO4-Gruppen nur mit Kationen in >[6]-Koordination“ in der „Zirkongruppe“, in der auch Zirkon, Hafnon, Thorit, Thorogummit und Stetindit eingeordnet sind.

## Kristallstruktur
Coffinit kristallisiert tetragonal in der Raumgruppe I41/amd (Raumgruppen-Nr. 141) mit den Gitterparametern a = 6,99 Å und c = 6,26 Å sowie 4 Formeleinheiten pro Elementarzelle.
Coffinit gehört strukturell zur Zirkon-Titanitgruppe. Durch Substitution können beträchtliche Mengen anderer Elemente auftreten, insbesondere Thorium anstelle von Uran. Zwischen Coffinit und Thorit besteht weitgehende Mischbarkeit. Aufgrund seiner eigenen Radioaktivität ist das Kristallgitter oft zerstört und das Mineral metamikt.
Coffinit gehört zu den Inselsilikaten, das heißt die SiO4-Tetraeder sind untereinander nicht verbunden.

## Eigenschaften
Das Mineral ist durch seinen Urangehalt von bis zu 72,6 % als sehr stark radioaktiv eingestuft und weist eine spezifische Aktivität von 130,016 kBq/g auf (zum Vergleich: natürliches Kalium 31,2 Bq/g).

## Modifikationen und Varietäten
Uranothorit ist eine Varietät mit hohen Gehalten an Thorium.

## Bildung und Fundorte
Coffinit bildet sich in hydrothermalen Gängen und hydrothermal mineralisierten Störungszonen (z. B. Dolní Rožínka, Tschechische Republik) vor. Weiterhin findet man es in sedimentären Uranlagerstätten in Sandsteinen (z. B. Colorado). Begleitminerale sind unter anderem Uraninit, Thorit, Pyrit, Markasit, Roscoelith sowie verschiedene Tonminerale und amorphe organische Substanzen.
Als relativ selten vorkommende Mineralbildung kann Coffinit an verschiedenen Orten zum Teil zwar reichlich vorhanden sein, insgesamt ist er jedoch wenig verbreitet. Weltweit sind bisher rund 700 Vorkommen für Coffinit dokumentiert (Stand: 2025). Außer an seiner Typlokalität in der Grube „La Sal No. 2“ konnte das Mineral in den Vereinigten Staaten noch an vielen weiteren Stellen in den Bundesstaaten Arizona, Colorado, New Mexico, Texas, Utah und Wyoming entdeckt werden. Außerdem trat es bei Koyuk und Ketchikan in Alaska, am Kern River und Sonora Pass in Kalifornien, bei East Granby (Hartford County) in Connecticut, im Stanley-Becken im Custer County in Idaho, der Uranlagerstätte im Dawes County in Nebraska, im Humboldt County und am Reese River (Lander County) in Nevada, bei Bedford (Westchester County) in New York, bei Lakeview (Lake County) und im McDermitt Distrikt (Malheur County) in Oregon, bei Jim Thorpe in Pennsylvania, im Fall River County in South Dakota, im Pittsylvania County in Virginia, im Stevens County und bei Castle Peak (Whatcom County) in Washington auf.
Bekannte Fundorte sind vor allem die Lagerstätten auf dem Colorado-Plateau (Woodrow-Mine, New Mexico), wo das Mineral neben Pechblende als Hauptträger des Urans fungiert. Gleiches gilt für die „Ogame Mine“ in Japan.
In Deutschland findet sich Coffinit zusammen mit Pechblende vor allem im Schwarzwald in Baden-Württemberg; im Frankenland, bei Miltach und der Oberpfalz in Bayern; im hessischen Odenwald; an mehreren Fundstellen in Rheinland-Pfalz; bei Mansfeld in Sachsen-Anhalt; im Erzgebirge und im Vogtland in Sachsen und bei Ronneburg in Thüringen.
In Österreich wurde Coffinit am Hüttenberger Erzberg in Kärnten, am Waldtunnel an der A9 nahe bei Wald am Schoberpaß in der Steiermark und am Graschberg bei Thierbach (Gemeinde Wildschönau) in Tirol gefunden.
In der Schweiz fand sich das Mineral bei Kaisten und Riniken im Kanton Aargau, Lavey-les-Bains im Kanton Waadt sowie bei Collonges VS und Les Marécottes im Kanton Wallis.
Weitere Fundorte liegen in Ägypten, Argentinien, Australien, Bolivien, Brasilien, Bulgarien, Kanada, China, Tschechien, Finnland, Frankreich, Gabun, Grönland, Guyana, Indien, Kasachstan, Mongolei, Neuseeland, Niger, Nigeria, Norwegen, Polen, Portugal, Russland, Sambia, Schweden, Slowakei, Slowenien, Spanien, Südafrika, Ungarn, Usbekistan und im Vereinigten Königreich (Großbritannien).

## Verwendung
Coffinit ist ein wirtschaftlich bedeutendes Mineral zur Gewinnung von Uran.

## Vorsichtsmaßnahmen
Aufgrund der Toxizität und der starken Radioaktivität des Minerals sollten Mineralproben vom Coffinit nur in staub- und strahlungsdichten Behältern, vor allem aber niemals in Wohn-, Schlaf- und Arbeitsräumen, aufbewahrt werden. Ebenso sollten eine Aufnahme in den Körper (Inkorporation, Ingestion) auf jeden Fall verhindert und zur Sicherheit direkter Körperkontakt vermieden sowie beim Umgang mit dem Mineral Atemschutzmaske und Handschuhe getragen werden.